# Micronemacheilus zispi
Genre
Espèce
Micronemacheilus zispi, unique représentant du genre Micronemacheilus, est une espèce de  poissons d'eau douce téléostéens de la famille des Nemacheilidae (ordre des Cypriniformes). D'autres espèces, un temps rangées dans le genre Micronemacheilus, ont été reclassées dans les genres Traccatichthys et Yunnanilus.

## Répartition
Micronemacheilus zispi est endémique de l'île de Hainan (Chine).

## Description
Micronemacheilus zispi peut mesurer jusqu'à 70 mm, queue non comprise.

## Classification
Le genre Micronemacheilus a été créé en 1944 par le zoologiste suédois Hialmar Rendahl (1891-1969).
L'espèce Micronemacheilus zispi a été décrite en 2004 par l'ichtyologiste russe Artem Mikhailovich Prokofiev (d).
Micronemacheilus zispi a pour synonyme :
- Traccatichthys zispi (Prokofiev, 2004)

## Étymologie
Son épithète spécifique, zispi, lui a été donnée en référence à l'institut zoologique de l'Académie russe des sciences (ru), le ZISP, qui possède une collection unique de loches de la famille des Nemacheilidae.

## Publications originales
- Genre Micronemacheilus :
  - (de) Hialmar Rendahl, « Einige Cobitiden von Annam und Tonkin », Göteborgs Kungliga Vetenskaps- och Vitterhets-Samhälles Handlingar, 6B, vol. 3, no 3,‎ 1944, p. 1-54.
- Espèce Micronemacheilus zispi :
  - (ru) Artem M. Prokofiev, « [A new species of the genus Micronoemacheilus Rendahl, 1944 (Balitoridae: Nemacheilinae) from Hainan (China) with notes on its status] », Voprosy Ikhtiologii, Russie, vol. 44, no 3,‎ 2004, p. 154-161 (ISSN 0042-8752).